# Geroj nasjego vremeni
Geroj nasjego vremeni (russisk: Герой нашего времени) er en sovjetisk spillefilm fra 1966 af Stanislav Rostotskij.

## Medvirkende
- Vladimir Ivasjov som Petjorin
- Aleksej Tjernov som Maksim Maksimovich
- Silvia Berova som Bela
- Svetlana Svetlitjnaja som Undine
- Aleksandr Orlov